# ناحیه لوطایه
ناحیه لوطایه (به عربی: دائرة لوطایة) یک ناحیه در الجزایر است که در استان بسکره واقع شده‌است.